# Claus Sperling
Claus Sperling (* 6. Mai 1890 in Berlin; † 22. September 1971 in Demnitz) war ein deutscher Maler und Pfarrer.

## Biografie

### Familie
Sein Vater war Heinrich Sperling (1844–1924), seine Mutter Bertha Sperling (1862–1943). Claus Sperling hatte drei Geschwister, Hans, Günther und Rudolf. Seine Ehefrau Sophie wohnte in Demnitz bis zu ihrem Tod am 17. Januar 1986. Beide fanden ihre letzte Ruhestätte auf dem Friedhof in Demnitz.

### Leben
Claus Sperling besuchte das Bismarck-Gymnasium in Berlin bis zur Mittleren Reife. Bis 1906 arbeitete und lernte er im Atelier seines Vaters Prof. Heinrich Sperling. 1907 bis 1909 studierte Claus Sperling an der „königlichen akademischen Hochschule für bildende Künste Berlin“ als Schüler von Prof. Georg Koch. 1909 bis 1913 wechselte er an die Kunstakademie in München und wurde Schüler von Prof. Heinrich von Zügel (1850–1941). Er besuchte auch dessen Sommerkurse (Wörther Malerschule) in Wörth am Rhein. Während des Studiums erhielt er die Auszeichnungen „kleine silberne Medaille“ für Gesamtleistung (1911), „lobende Erwähnung“ bei akademischer Preisaufgabe und die „große silberne Medaille“ für die Gesamtleistung (1912), sowie 1913 den „zweiten Preis“ bei einer akademischen Preisaufgabe. Von 1914 bis 1919 diente Claus Sperling als Kriegsfreiwilliger und nahm am Ersten Weltkrieg teil. Er erhielt am 10. August 1917 das Militärverdienstkreuz 2. Klasse. Nach dem Krieg lebte er in Larrieden/Feuchtwangen als freischaffender Künstler. Hier entstanden zahlreiche Werke mit Motiven aus Mittelfranken.
Am 23. Mai 1921 wurde Claus Sperling in den Verein bildender Künstler der Kunsthalle Wilmersdorf (Berlin) aufgenommen. Er heiratete am 14. April 1925 Sophie Karolina Gertrud Sperling, geb. Schweigert aus Gailnau bei Wettringen. Danach zog er nach Berlin um und arbeitet erneut als freischaffender Künstler in Berlin-Schöneberg. Claus Sperling wohnte in dieser Zeit in der Laubacher Str. 6–III, Berlin-Friedenau. Am 7. Juli 1926 erging eine Anfrage um Mitgliedschaft im Verein Berliner Künstler (VBK) und knapp fünf Monate später am 30. November 1926 erhielt Claus Sperling die Aufnahmeurkunde. Zwei Jahre später im Februar 1928 wurde er Mitglied im Schöneberg-Friedenauer Künstlerbund. Im Abendstudium legte er 1929 sein Abitur ab. Im September 1929 stellte er den Antrag auf Austritt aus dem VBK, welcher vom Verband abgelehnt wurde. Stattdessen blieb er weiter Vollmitglied unter Erlass der Beitragszahlung. Am 31. Dezember 1936 schickte Sperling einen Brief an den VBK mit seiner endgültigen Austrittserklärung, die vom Verband der Berliner Künstler am 13. Januar 1937 bestätigt wurde.

### Theologe
Von 1930 bis 1937 absolvierte Claus Sperling ein Theologiestudium an der Friedrich-Wilhelms-Universität Berlin. Hier bekam er Kontakt zur Bekennenden Kirche. Am 6. April 1930 nahm er an der Jubiläums-Ausstellung des Schöneberg-Friedenauer-Künstlerbund im Rathaus Schöneberg teil. Auf der Frühjahrsausstellung des Vereins Berliner Künstler wurde er mit einem Preis (750,00 RM) ausgezeichnet. Unter dem Einfluss von Pfarrer Gerhard Jacobi fand Sperling zur Bekennenden Kirche und legte bei deren Prüfungsamt 1935 die 1. Theologische Prüfung und 1936 das 2. Theologische Staatsexamen ab. Als Vikar war er zunächst Superintendent Ehrich in Lankwitz unterstellt. Danach bekam er den Auftrag, innerhalb des Bezirks der Magdalenen-Gemeinde in Neukölln eine Gemeinde der Bekennenden Kirche zu sammeln. Die dortige Brüdergemeinde stellte ihm als Gottesdienstraum ihr Gemeindehaus in der Richardstraße zur Verfügung. Vom November 1936 war er Prädikant (Hilfsprediger) im Auftrag der BK in Meinsdorf (Dahme) sowie ab 15. März 1937 in Schönwalde im Spreewald. Ab dem 1. April 1937 wurde Claus Sperling von der Leitung der BK nach Demnitz berufen.
Von 1937 bis 1971 war Claus Sperling Pfarrer in der Gemeinde Demnitz bei Fürstenwalde. Am 11. September 1937 wurde er wegen Verstoß gegen das Sammelverbot von Kollekten verhaftet und als Untersuchungsgefangener ins Fürstenwalder Gefängnis eingeliefert. Nach seinen herausgeschmuggelten Tagebuchnotizen befanden sich 115 Personen in Untersuchungshaft, dazu kamen 11 Suspensionen, 27 Redeverbote und 34 Ausweisungen. Am 1. Oktober wurde Pastor Sperling wieder entlassen. 1939 wurde er vom Theologischen Prüfungsamt des Konsistoriums in Berlin legalisiert und 1940 zum Pfarrer der BK von Demnitz berufen und war bis 1965 dort tätig. 1962 wurde Claus Sperling Ehrenmitglied der Gesellschaft der Zügelfreunde e.V. Wörth am Rhein. 1965 ging er in den Ruhestand und lebte danach als Rentner im Pfarrhaus Demnitz, wo er am 22. September 1971 verstarb.

## Ausstellungen
- 2010 Claus Sperling – „Fränkische Heimat“ im Fränkischen Museum Feuchtwangen[1]
- 2010 Ausstellung in Demnitz/Gemeinde Steinhöfel[2]